# Jeffrey Leiwakabessy
Jeffrey Leiwakabessy (Elst, Overbetuwe, Países Bajos, 13 de febrero de 1981) es un futbolista neerlandés. Juega de defensa y su equipo actual es el VVV-Venlo.

## Biografía
Jeffrey Leiwakabessy, que actúa de lateral izquierdo, empezó su carrera futbolística en las categorías inferiores del NEC Nijmegen hasta que, en 1998, debuta con la primera plantilla del club.
En 2006 se marcha a Alemania, donde se une al Alemannia Aachen, equipo que acababa de ascender a primera división. El reto de ese año era mantener la categoría, objetivo que al final no se cumplió y el equipo acabó descendiendo a la 2. Bundesliga. En la temporada siguiente se pretendía conseguir de nuevo el ascenso, pero al finalizar la campaña el equipo quedó en séptima posición.
En 2008 firma un contrato con su actual club, el Anorthosis Famagusta de Chipre.

## Clubes
| Club                 | País         | Año       |
| -------------------- | ------------ | --------- |
| NEC Nijmegen         | Países Bajos | 1998-2006 |
| Alemannia Aachen     | Alemania     | 2006-2008 |
| Anorthosis Famagusta | Chipre       | 2008-2012 |
| VVV-Venlo            | Países Bajos | 2012-     |